# 沃尔夫冈·冯·特里普斯
沃尔夫冈·亚历山大·阿尔贝特·爱德华·马克西米利安·赖希斯格拉夫·贝格·冯·特里普斯（德語：Wolfgang Alexander Albert Eduard Maximilian Reichsgraf Berghe von Trips），绰号“威尔士佬”，是一名德国的赛车手。他出身于莱茵兰的一个贵族家庭。
特里普斯参加过29场世界一级方程式锦标赛大奖赛，赢得过2场比赛，取得过1次杆位，6次登上领奖台，锦标赛总积分为56分。
特里普斯在蒙扎赛道举办的1961年意大利大奖赛中与队友菲尔·希尔争夺一级方程式世界车手冠军，他驾驶的法拉利赛车与吉姆·克拉克驾驶的路特斯赛车相撞并被撞飞，特里普斯被甩出车外，这起事故同时夺走了15名观众的生命。在特里普斯去世时，他仍处于积分榜榜首。他此前在蒙扎赛道也发生过事故，包括1956年意大利大奖赛和1958年意大利大奖赛，在这两起事故中也都受过伤。